# Richard Granville Hylton Howard-Vyse
Sir Richard Granville Hylton Howard-Vyse, britanski general, * 1883, † 1962.